# Cerambyx elbursi
Cerambyx elbursi är en skalbaggsart som beskrevs av Jurecek 1924. Cerambyx elbursi ingår i släktet ekbockar, och familjen långhorningar.
Artens utbredningsområde är Iran. Inga underarter finns listade.